# Raül Garrigasait
Raül Garrigasait i Colomés (Solsona, 15 de diciembre de 1979) es un escritor, traductor y helenista español en lengua catalana.

## Biografía
Raül Garrigasait es doctor en Filología Clásica por la Universidad de Barcelona (UB). Ha publicado diversas obras de ensayo y de ficción, como El gos cosmopolita i dos espècimens més (Acontravent, 2011), un ensayo a medio camino entre la reflexión filosófica y la narrativa, la novela Els estranys (Edicions de 1984, 2017), distinguida con diversos premios como el premio Llibreter y el premio Òmnium a la mejor novela del año en catalán, El fugitiu que no se’n va (Edicions de 1984, 2018), sobre Santiago Rusiñol y la irrupción de la modernidad, y Els fundadors (Ara Llibres, 2020), una historia de los impulsores de la Fundación Bernat Metge a principios del siglo XX. Como traductor, ha traducido al catalán a autores como Platón, Goethe, Aléxandros Papadiamantis, Joseph Roth o Peter Sloterdijk, entre otros. Actualmente (2020) preside La Casa dels Clàssics, un proyecto surgido de la Colección Bernat Metge que promueve la creación, el pensamiento y la difusión de los clásicos universales en lengua catalana. También ha publicado el ensayo breve La ira (Fragmenta, 2020), dentro de la serie «Pecats capitals» y la crónica País barroc (L’Avenç, 2020).